# Толстолузька Олена Геннадіївна
Оле́на Генна́діївна Толстолу́зька — український науковець, доктор технічних наук (2015), професор.

## Короткі відомості
У Харківському університеті повітряних сил — науковий співробітник кафедри теоретичної та прикладної системотехніки, одночасно — професор кафедри Харківського національного університету імені В. Н. Каразіна.
2015 року захистила докторську роботу — «Науково-методологічні основи технології розробки мультипаралельного програмного забезпечення інформаційних та управляючих систем».
Є співавторкою патентів, зокрема
- «Канал вимірювання похилої дальності до літальних апаратів для мобільної суміщеної лазерної вимірювальної системи», 2016, співавтори — Опенько Павло Вікторович, Звєрєв Олексій Олексійович, Сачук Ігор Іванович, Клівець Сергій Іванович, Коломійцев Олексій Володимирович, Гусєв Сергій Євгенович, Альошин Геннадій Васильович, Садовий Костянтин Віталійович, Помогаєв Ігор Володимирович
- «Пристрій для рішення задачі планування паралельного розподілу задач в grid-системах», співавтори Кучук Георгій Анатолійович, Лазебнік Сергій Володимирович, Лапта Станіслав Сергійович, Лістровий Сергій Володимирович, Мегельбей Вячеслав Вікторович, Мінухін Сергій Володимирович, Третяк В'ячеслав Федорович, Тютюнник Владислав Олександрович, Челпанов Артем Володимирович, 2014.